# Cercle artistique et littéraire de Charleroi
Le Cercle artistique et littéraire de Charleroi est une association d'artistes active à Charleroi de 1921 à 1979.

## Histoire

### Fondation du Cercle artistique et littéraire de Charleroi
En mars 1921, le Cercle artistique et littéraire de Charleroi voit le jour lors de sa première assemblée générale à l'Université du Travail. Roger Huens est nommé secrétaire-général à cette occasion. Il compte des artistes, des écrivains, des architectes, des sculpteurs, des musiciens, etc.
Le premier salon a lieu dans la salle du Passage de la Bourse de Charleroi. Il présente les œuvres d'artistes en plusieurs catégories : peinture à l'huile - aquarelle et pastel - dessin, gravure et eau-forte - sculpture - architecture - arts appliqués. S'y ajoutent des séances musicales et des conférences.
Dans les années 1930, le Cercle artistique et littéraire de Charleroi voit l'apparition d'une dissidence avec de jeunes artistes (dont Georges Wasterlain, Gustave Camus et Gilberte Dumont) qui créent le mouvement « L'Art vivant au Pays de Charleroi ».
Après la Seconde Guerre mondiale, une série d'artistes peintres de renommée nationale et internationale a été conviée à des hommages pour rehausser les expositions annuelles du Cercle Artistique et Littéraire de Charleroi :
- 1947 : Rik Wouters ;
- 1948 : Henri Evenepoel ;
- 1949 : James Ensor ;
- 1950 :  Jacob Smits ;
- 1953 : Gustave de Smet et la franco-espagnole Maria Blanchard ;
- 1959 : Louis Wuillem ;
- 1969 : Roger Somville et Félix Roulin ;
- 1972 : Willem Delsaux.

### Membres du Cercle artistique et littéraire de Charleroi
Les membres ont été entre autres : Georges Briquet, Gustave Camus, Pierre Paulus (membre d'honneur), René Magritte (membre d'honneur), Fernand Carette, Anto Carte, Andrée Heupgen, Jean Ransy, Henri Spitsaert, Germaine Tillier, Jacques Tillier, Georges Vandenbosch, Fernand Verhaegen et Louis Wuillem.

## Objectifs
L'objectif principal est d'organiser des manifestations artistiques : en peinture, sculpture, arts appliqués d'une part et en littérature française et wallonne d'autre part.
L'objectif est également de faire connaître les artistes régionaux et de développer la vie culturelle à Charleroi dont l'activité économique et industrielle était jusqu'alors prédominante.

## Expositions
Le Cercle artistique et littéraire de Charleroi a organisé annuellement une exposition dans laquelle étaient présentés les travaux de ses membres. Il n'y a pas eu d'exposition lors des deux guerres mondiales.
Dès la fondation du cercle en 1921, les expositions ont été organisées au Passage de la Bourse à Charleroi Ville-Basse et, à partir de 1958, au Palais des Beaux-Arts de Charleroi.